# Мак-Натт (Вайоминг)
Мак-Натт (англ. Mc Nutt) — невключённая территория, расположенная в округе Уошаки (штат Вайоминг, США) с населением в 278 человек по статистическим данным переписи 2000 года.

## География
По данным Бюро переписи населения США, невключённая территория Мак-Натт имеет общую площадь в 63,97 квадратных километров, из которых 63,45 кв. километров занимает земля и 0,52 кв. километров — вода. Площадь водных ресурсов округа составляет 0,81 % от всей его площади.

## Демография
По данным переписи населения 2000 года в Мак-Натте проживало 278 человек, 57 семей, насчитывалось 75 домашних хозяйств и 82 жилых дома. Средняя плотность населения составляла около 4,4 человек на один квадратный километр. Расовый состав Мак-Натта по данным переписи распределился следующим образом: 85,97 % белых, 1,08 % — коренных американцев, 1,44 % — азиатов, 4,68 % — представителей смешанных рас, 5,76 % — других народностей. Испаноговорящие составили 8,99 % от всех жителей невключённой территории.
Из 75 домашних хозяйств в 29,3 % — воспитывали детей в возрасте до 18 лет, 69,3 % представляли собой совместно проживающие супружеские пары, в 4,0 % семей женщины проживали без мужей, 22,7 % не имели семей. 20,0 % от общего числа семей на момент переписи жили самостоятельно, при этом 4,0 % составили одинокие пожилые люди в возрасте 65 лет и старше. Средний размер домашнего хозяйства составил 2,55 человек, а средний размер семьи — 2,97 человек.
Население невключённой территории по возрастному диапазону по данным переписи 2000 года распределилось следующим образом: 49,3 % — жители младше 18 лет, 2,2 % — между 18 и 24 годами, 16,5 % — от 25 до 44 лет, 23,0 % — от 45 до 64 лет и 9,0 % — в возрасте 65 лет и старше. Средний возраст жителей составил 18 лет. На каждые 100 женщин в Мак-Натте приходилось 205,5 мужчин, при этом на каждые сто женщин 18 лет и старше приходилось 113,6 мужчин также старше 18 лет.
Средний доход на одно домашнее хозяйство в невключённой территории составил 41 667 долларов США, а средний доход на одну семью — 41 667 долларов. При этом мужчины имели средний доход в 25 357 долларов США в год против 19 231 доллар среднегодового дохода у женщин. Доход на душу населения в невключённой территории составил 9887 долларов в год. 16,2 % от всего числа семей в округе и 25,8 % от всей численности населения находилось на момент переписи населения за чертой бедности, при этом 43,1 % из них были моложе 18 лет и 68,8 % — в возрасте 65 лет и старше.